# Химено, Франсиско
Франсиско Химено Араса или Франсеск Жимено-и-Араса (исп. Francisco Gimeno Arasa, кат. Francesc Gimeno i Arasa; 4 февраля 1858, Тортоса — 22 ноября 1927, Барселона) — испанский художник-маринист и пейзажист родом из Каталонии. Представитель модернизма.

## Биография
Первые уроки живописи получил у Мануэля Маркеса. Затем, благодаря помощи литографа Франсиска Тио, оказался в Мадриде, где обучался в Королевской академии изящных искусств Сан-Фернандо
В академии его учителем был пейзажист Карлос де Хаес.
С успехом принимал участие в различных национальных выставках живописи. В 1889 вернулся в Барселону.

## Творчество
Писал, в основном, пейзажи. Работал в жанре марины. Кроме того, портреты и жанровые картины.
Ф. Араса — автор большого числа картин, отличающихся легким рисунком и яркой красочностью. Его работы находятся в коллекциях Национальном музее искусства Каталонии (Барселона), Национальном музее Прадо в Мадриде и музей Монтсеррат.

## Галерея
- Картины Франсиско Араса
- Торговый день в Торроэла
- Королевская площадь
- The Grapevines
- Спящая женщина
- Cabeza de niño
- Автопортрет - 1925